# 东峡水库
东峡水库是中国甘肃省平凉市静宁县境内的一座水库，位于葫芦河支流南河上，建于1959年。水库正常库容为423万立方米，集雨面积为552平方千米，海拔为1717.6米。